# Loughgall
Loughgall (/lɒxɡɔːl/ lokh-GAWL; van het Ierse Loch gCál) is een klein dorp, een townland en een civil parish in het graafschap Armagh, Noord-Ierland. Het ligt in de historische baronies Armagh en Oneilland West. Het had een bevolking van 282 mensen (116 huishoudens) in de telling van 2011. (Volkstelling van 2001: 285 mensen)
Loughgall is vernoemd naar een klein nabijgelegen loch. Het dorp ligt midden in een gebied met veel appelteelt en is omgeven door boomgaarden. Langs de hoofdstraat van het dorp is er een groot aantal poorten die naar Loughgall Manor leiden. Het landhuis was ooit eigendom van de familie Cope die in de 17e eeuw arriveerde als onderdeel van de volksplantingen in Ulster.

## Geschiedenis
In 1795 vochten rivaliserende sektarische bendes, de katholieke Verdedigers en de protestantse Peep o' Day boys, hier een bloedig gevecht, het Gevecht van de Diamant (Battle of the Diamond) genaamd, waarbij ongeveer 30 mensen omkwamen. De Oranjeorde werd in Loughgall na deze gebeurtenissen opgericht.

### The Troubles
Op 8 mei 1987, tijdens The Troubles, poogden acht leden van de Provisional Irish Republican Army (IRA) een bomaanslag op het Royal Ulster Constabulary (RUC)-station van het dorp, maar werden gestopt door een Special Air Service (SAS)-eenheid van vierentwintig die op de hoogte waren van de geplande aanval. Het Britse leger schoot alle IRA-aanvallers dood; een passerende burger werd ook gedood tijdens het vuurgevecht en een andere burger raakte gewond. Het incident staat bekend als de Loughgall-hinderlaag.

## Sport
Het is de thuisbasis van de Loughgall Football Club, die speelt in het NIFL Championship .

## Beroemde mensen
- Dichter W.R. Rodgers (1909–1969) werd in 1935 tot presbyteriaanse predikant geordend en werd voor het eerst benoemd tot lid van de Loughgall Presbyterian Church, Loughgall, waar hij 12 jaar predikant was. Later gaf hij het prediken op en werd hij radioproducent en scenarioschrijver voor de BBC. Hij stierf in 1969 in Californië en werd begraven in Loughgall.[5]

## Civil parish
De civil parish Loughgall bevat de dorpen Annaghmore, Charlemont en Loughgall.